# Sara Velez
Sara Maria Belo Velez (12 de novembro de 1973) é uma socióloga, deputada e política portuguesa. Ela é deputada à Assembleia da República na XIV legislatura pelo Partido Socialista.